# Закон Сміта
Закон Сміта (англ. Smith Act) або, за офіційною назвою, — Закон про реєстрацію іноземців (англ. Alien Registration Act) — це федеральний закон США, який був прийнятий 28 червня 1940 року. Він встановлює кримінальні покарання за пропаганду насильницького повалення уряду США і вимагає реєстрації іноземців.

## Основні положення (первісна редакція 1940 р.)

### Підривна діяльність
В першому розділі Закону Сміта містились наступні заборони:
- втручатися у, погіршувати або впливати на лояльність, моральний дух або дисципліну військових або військово-морських сил США (параграф 1);
- пропагувати насильницьке повалення уряду США, організовувати відповідні групи та розповсюджувати відповідні матеріали (параграф 2).

Порушення зазначених заборон каралось штрафом до 10 000 доларів США та/або позбавленням волі на строк до 10 років.

### Депортація іноземців
Другим розділом Закону Сміта вводились додаткові до вже існуючих підстави для депортації іноземців:
- свідоме та з метою отримання вигоди заохочення, спонукання, сприяння, підбурення або допомога іншому іноземцю в'їхати або спробувати в'їхати до США з порушенням закону;
- засудження за незаконне володіння автоматичної або напівавтоматичної стрілецької зброї;
- засудження за злочини, перераховані в Розділі І цього закону (втручання у, погіршення або вплив на лояльність, моральних дух або дисциплін військових та пропаганда насильницького повалення уряду США, організація відповідних груп та розповсюдження відповідних матеріалів);[1]
- Приналежність до класу іноземців, визначеному у Законі про виключення та вигнання з США іноземців, що належать до анархічного та інших класів 1918 року (із змінами, внесеними законом 1920 року), а саме:

1. приналежність анархістів;
2. порада, пропагування, навчання опозиції організованому уряду; належність до або зв'язок із групами, що радять, пропагують, навчають опозиції до організованого уряду;
3. віра в, порада, пропагування або навчання насильницькому поваленню уряду США або усіх форм права;
4. віра в, порада, пропагування або навчання обов'язку, необхідності або належності незаконного нападу або вбивства службовців уряду США;
5. віра в, порада, пропагування або навчання незаконному пошкодженню або знищенню майна;
6. віра в, порада, пропагування або навчання саботажу;
7. написання, публікація, розповсюдження матеріалів, що радять, пропагують або навчають насильницькому поваленню уряду США або усіх форм права; обов'язку, необхідності або належності незаконного нападу або вбивства службовців уряду США; незаконному пошкодженню або знищенню майна; та саботажу;
8. іноземці, що є членами або зв'язані з групами, що займаються написанням, публікацією, розповсюдженням матеріалів, що радять, пропагують або навчають насильницькому поваленню уряду США або усіх форм права; обов'язку, необхідності або належності незаконного нападу або вбивства службовців уряду США; незаконному пошкодженню або знищенню майна; та саботажу.[1][2]

### Реєстрація іноземців
Третій розділ містив реєстраційні вимоги до іноземців. Зокрема, заборонялось видавати візи іноземцям без їхньої попередньої реєстрації та взяття у них відбитків пальців. На іноземців, які вже перебували в США і які досягли 14-річного віку, накладався обов'язок пройти процедуру реєстрації та дактилоскопії. Працівники іноземних урядів, а також члени їхніх сімей не підлягали реєстрації та дактилоскопії. Порушення обов'язку реєстрації та проходження процедури дактилоскопії каралось штрафом до 1000 доларів США та/або позбавленням волі до 6-ти місяців. Крім того, засуджені за порушення цього обов'язку могли бути депортовані.

## Сучасна редакція
Основні положення Закону Сміта зберігаються в сучасному законодавстві США. Так, заборона на втручання у, погіршення або вплив на лояльність, моральний дух або дисципліну військових або військово-морських сил США включена до Кодексу Сполучених Штатів. Також чинною залишається заборона пропагувати насильницьке повалення уряду США, організовувати відповідні групи та розповсюджувати відповідні матеріали, яка також включена до Кодексу США. Максимальне покарання за порушення цієї заборони в сучасній редакції є суворішим, ніж у первісній редакції Закону Сміта: позбавлення волі на строк до двадцяти років, а також заборона працювати на уряд США протягом п'яти років після засудження.
Крім того, чинними залишаються наступні підстави для депортації іноземців: заохочення, спонукання, сприяння, підбурення або допомога іншому іноземцю в'їхати або спробувати в'їхати до США з порушенням закону (необов'язково з метою отримання вигоди); будь-яка діяльність, метою якої є опозиція, контроль чи повалення насильницьке повалення уряду США чи іншими незаконними засобами; засудження за незаконне володіння та носіння вогнепальної зброї.

## Законодавча історія

### Дебати в Палаті представників США
В квітні 1939 року член Палати представників від Вірджинії Говард Сміт представив законопроект H.R. 5138 на розгляд Палати. Дебати в Палаті представників США щодо законопроекту Сміта були тривалими. 12 квітня 1939 року почались слухання щодо законопроекту Сміта у підкомітеті Юридичного комітету Палати представників. За два дні слухань дали свідчення вісімнадцять осіб, дванадцять із яких виступили за законопроект. Серед тих, хто його підтримав, були представники армії, деякі конгресмени та лідери самоназваних патріотичних організацій. Серед опонентів законопроекту були представники Американської спілки захисту громадянських свобод, Американської федерації праці, Американського комітету захисту народжених за кордоном тощо. За результатами слухань Юридичний комітет Палати представників передав законопроект на розгляд Палати.

#### Вплив на збройні сили
Положення першого параграфу Розділу І закону (заборона втручатися у, погіршувати або впливати на лояльність, моральний дух або дисципліну військових або військово-морських сил США) були розроблені Міністерством військово-морських сил США принаймні у 1935 році та схвалені Військовим міністерством США. Комітет з військових справ Палати представників США рекомендував законопроект з цими положеннями до прийняття. Впродовж наступних чотирьох років законопроект залишався без руху.  У 1939 році Міністерство військово-морських сил США знову звернулось із запитом щодо запровадження цих положень, і вони були включені до законопроекту Сміта.
Прихильники законопроекту здебільшого зосереджувались на положеннях, що стосувались іноземців. Однак, час від час дебати торкались і положень першого параграфу Розділу І (заборона втручатися у, погіршувати або впливати на лояльність, моральний дух або дисципліну військових або військово-морських сил США). Член Палати представників від Алабами Сем Гобс захищав ці положення, вказуючи на те, що «зараз пропагандисти закріплювались серед військовослужбовців».
Опоненти першого параграфу Розділу І вважали його непотрібним, а також таким, що може мати неочікувано широке застосування. Вони вказували на те, що положення розділу можуть бути використані, зокрема, проти методистських маніфестів про пацифізм або для покарання цивільних осіб, які виступають проти використання військ у придушенні страйку. Крім того, зазначалось, що такі положення позбавляли солдатів і матросів свободи читати. Також вказувалось на те, що ці положення означали зізнання у відсутності довіри Конгресу до особового складу армії та флоту — «ми вважаємо, що хлопці настільки слабкі, що піддадуться будь-якій направленій на них пропаганді». Едуард Айзек, член Палати представників від Каліфорнії, який десять років прослужив у військово-морському флоті, назвав перший параграф «Законом про мамку армії та флоту».
Дебати щодо першого параграфу досягли кульмінації, коли член Палати представників від штату Нью-Йорк Дональд О'Тул запропонував викласти параграф у наступній редакції: «Читання будь-якої газети, книги, журналу чи іншої публікації, включаючи Біблію та протоколи Конгресу, для будь-якої особи, пов'язаної в будь-якій якості з армією, флотом або береговою охороною Сполучених Штатів, є незаконним під час служби.»
Обурені члени Палати представників негайно піднялися і красномовно засудили цю поправку як спробу комуністів відмовити солдатам і матросам у Слові Божому та знищити релігію, як вона була знищена в Росії. Поправка О'Тула була відхилена 117-ма голосами проти одного. Едуард Айзек пропонував взагалі вилучити перший розділ законопроекту, однак його пропозиція була відхилена 115-ма голосами проти 30. Загалом за перший параграф Розділу І проголосували 272 члена Палати представників, проти — 48.

#### Насильницьке повалення уряду США
Зекарія Чафі, викладач Гарвардської школи права, відомий вчений-правознавець та експерт у питаннях свободи слова, писав, що, наскільки він міг переконатись, заборона пропагувати насильницьке повалення уряду США, організовувати відповідні групи та розповсюджувати відповідні матеріали не отримала позитивного відгуку від жодного комітету 76-ого Конгресу, який би влаштував публічні слухання щодо цих положень. Він зазначає, що вони були у первісному варіанті законопроекту Сміта, коли законопроект потрапив до Юридичного комітету Палати представників. Однак в Юридичному комітеті до цієї заборони виникла значна опозиція. Під час слухань в Палаті представників, ці положення знову були винесені на розгляд Джоном Маккормаком, членом Палати представників від Массачусетсу, як поправка до зовсім іншого законопроекту.
Поправка Джона Маккормака була прийнята Палатою представників 357-ма голосами проти 17 після коротких промов, у яких конгресмени заявили, що вони «на боці американських інституцій та уряду». Потім був звіт комітету щодо законопроекту Сміта, у якому ця заборона була вилучена без коментарів щодо її бажаності, а лише стверджувалось, що вона перетинається із поправкою Маккормака, яка вже була прийнята Палатою представників. Після довгих дебатів щодо законопроекту Сміта, знову з'являється ця заборона, цього разу за ініціативи Говарда Сміта, автора законопроекту. Як пише Чафі, Сміт запропонував цю поправку, побоюючись, що Сенат може не прийняти поправку Маккормака (як це і сталося).
Говард Сміт так виправдовував необхідність запровадження такої заборони: «У нас є закони проти іноземців, які виступають за повалення цього уряду силою, але чи знаєте ви, що немає нічого в світі, що заважало б американському громадянину-зраднику зробити це? Він може виступати за революцію, силове повалення уряду, анархію та все інше, і в законі немає нічого, що б це зупинити». Одним з тих, хто виступав проти цього положення був член Палати представників від Каліфорнії Карл Гіншоу, який звернув увагу на те, що може статись так, що у США демократичним шляхом до влади прийде диктаторський уряд, і, що навіть серед членів Палати представників США може виникнути відчуття, що такому уряду не місце в США, і, що в такому разі, деякі вислови, які лунатимуть від них, можуть підпадати під цю заборону. Зрештою, Палата представників прийняла поправку Сміта 79-ма голосами проти 32-х. Загалом за другий параграф Розділу І проголосували 279 членів Палати представників, проти — 32.

#### Голосування в цілому
29 липня 1939 року законопроект Сміта пройшов голосування у Палаті представників. Його підтримали 279 членів Палати представників. Серед тих, хто не підтримав законопроект були: член Палати від штату Нью-Йорк Дональд О'Тул, член Палати від Меріленду та батько політичної діячки Ненсі Пелосі Томас Д'Алесандро, член Палати від Північної Дакоти та кандидат у президенти на президентських виборах 1936 року Вільям Лемке, член Палати від Орегону та майбутній губернатор Орегону Волтер Пірс, член Палати від Каліфорнії Джеррі Вургіс та член Палати від штату Вашингтон та майбутній сенатор та губернатор Вашингтону Монрад Волґрєн.

### Дебати в Сенаті

#### Депортація іноземців
В Сенаті США дебати зосередились в основному на питанні депортації та реєстрації іноземців. Сенатор Руфус Голмен від Орегону підняв питання про те, що для багатьох іноземців не має країни, куди б їх можна було депортувати. На це сенатор від Арканзасу Джон Е. Міллер відповів, що у Палаті представників розглядався законопроект, який мав розв'язати цю проблему. Водночас сенатор від Техасу Томас Коннелі визнав: «Ми не завжди можемо депортувати іноземців до країн, з яких вони прибули, оскільки часто країни їх не приймають. Країна може бути знищена за одну ніч шляхом завоювання.»

#### Реєстрація іноземців
Сенатору Річарду Расселу від Джорджії здалось занадто м'яким покарання за порушення іноземцем обов'язку зареєструватись: в первісній редакції законопроекту, який розглядався в Сенаті, покарання передбачало штраф у розмірі 100 доларів США та/або позбавлення волі до 30 днів. Рассел також зазначив, що іноземці, які порушили вимогу реєстрації, мають бути депортовані. На це сенатор від Техасу Томас Коннелі відповів, що проти суворіших покарань виступав Генеральний соліситор США, яким тоді був Френсіс Бідл. Коннелі так пояснив позицію Бідла: закон приймався для досягнення певної мети — реєстрація іноземців. Коннелі також зазначив, що Бідл проти депортації іноземців, які порушили вимогу реєстрації, тому, що було багато серйозніших підстав для депортації. Тим не менш, сенатор Рассел наполіг на внесенні своєї поправки, яка депортацію за порушення вимоги реєстрації, і поправка була прийнята.

#### Голосування в цілому
15 червня 1940 року Сенат проголосував за законопроект Сміта. В Протоколах Конгресу не міститься інформації щодо кількості голосів, а також поіменного голосування.

### Погоджувальна конференція і підписання
17 червня 1940 року Палата представників погодилась на конференцію щодо законопроекту Сміта з приводу змін, внесених Сенатом. Від Палати представників на конференцію були делеговані: член Палати від Техасу Гатон Самнерс, член Палати від Алабами Сем Гобс та член Палати від штату Нью-Йорк Клеренс Генкок. Від Сенату на конференцію були делеговані: сенатор від Техасу Томас Коннелі, сенатор від Арканзасу Джон Е. Міллер та сенатор від Коннектикуту Джон Дейнегер. У фінальній погодженій на конференції редакції було запроваджено суворіше покарання за недотримання вимоги реєстрації: штраф до 1000 доларів США та/або позбавлення волі на строк до 6-и місяців, а також, передбачалась, на розсуд Генерального прокурора США, можливість депортації.
Президент США Франклін Рузвельт підписав закон, відмовившись накладати на нього вето, наполягаючи на тому, що його положення про пропагування насильницького повалення уряду США «навряд … є неправомірним посяганням на громадянські свободи, враховуючи нинішні світові умови».

### Формальне скасування деяких положень
Вимоги про реєстрацію іноземців були скасовані Законом про імміграцію та громадянство 1952 року, також відомим як Закон Маккаррана–Волтера. Однак, в самому тексті закону, вимоги щодо реєстрації іноземців, як тих, хто вже знаходився у США, так і тих, хто подавав заявку на візу, зберігались. Тобто відбулось формальне скасування частини закону, із збереженням суті формально скасованих положень у новому законі 1952 року.
30 січня 1978 року Сенат США прийняв Закон про реформу кримінального кодексу, який, серед іншого, передбачав скасування Закону Сміта. Однак цей законопроект не був прийнятий Палатою представників США.
2 серпня 1978 року Підкомітет з кримінального правосуддя Палати представників проголосував за те, щоб погодитися з Сенатом і рекомендувати скасувати закон Сміта. Член Палати представників Джеймс Р. Манн, демократ від Південної Кароліни, голова підкомітету, сказав, що він діяв на основі рішень Верховного суду, які визнали більшу частину закону неконституційним. Він сказав, що Міністерство юстиції повідомило підкомітету, що революційна діяльність все ще може переслідуватися за іншими законами.
Однак формально Закон Сміта не був скасований, і деякі його положення (зокрема, заборона на втручання у, погіршення або вплив на лояльність, моральний дух або дисципліну військових або військово-морських сил США та заборона пропагувати насильницьке повалення уряду США, організовувати відповідні групи та розповсюджувати відповідні матеріали) в дещо зміненому вигляді залишаються частиною законодавства США.

## Критика

### Академічна критика
Зекарія Чафі, викладач Гарвардської школи права, відомий вчений-правознавець та експерт у питаннях свободи слова, вказував на те, що не дивлячись на офіційну назву закону, більша його частина не стосується реєстрації іноземців. Він зазначав, що закон «містить найрадикальніші обмеження свободи слова, які будь-коли вводилися в США у мирний час». Чафі особливо критикував положення першого параграфу Розділу І закону. Він вказував на те, що ці положення залишаються чинними навіть у мирний час, і тому, до них треба ставитись як до того, чим вони є — закону, що обмежує свободу слова та преси в мирний час.
Чафі вважав заборону втручатися у, погіршувати або впливати на лояльність, моральний дух або дисципліну військових або військово-морських сил США непотрібною, вказуючи на те, що у США вже було законодавство, щоб впоратися з будь-якою серйозною небезпекою нелояльності в збройних силах. Він також вказував на непропорційність покарання за порушення такої заборони: в той час як найбільшим покаранням за змову силового повалення уряду США було шість років позбавлення волі, за закидання листівок у вентилятори лінкорів можна отримати 10 років позбавлення волі. Крім того, Чафі звертав увагу на те, що, існує серйозна небезпека того, що, хоча така заборона вводилась для захисту солдатів і матросів, буде використовуватися під час хвилювання для придушення обговорення громадських справ серед цивільних. Чафі також висловив побоювання, що цю заборону можна легко застосувати таким чином, щоб зменшити інтелектуальну активність призовників та решти збройних сил, особливо офіцерів.
Чафі також критикував заборону пропагувати насильницьке повалення уряду США, організовувати відповідні групи та розповсюджувати відповідні матеріали. По-перше він вказує на відсутність доказів існування об'єктивних причин запроваджувати таку заборону: ані в комітеті, а ні в Конгресі не було представлено жодного доказу, який би доводив необхідність такої заборони, і не було запропоновано жодного доказу будь-якого лих, яке потрібно було виправити шляхом запровадження такої заборони. Чафі пише, що проста причина запровадження такої заборони — лобіювання осіб та організацій, які прагнули такого заходу протягом останніх двох десятиліть: вони скористались анти-іммігрантською істерією, щоб вписати у закон, спрямований проти іноземців, перші з часів Закону про заколот 1798 року обмеження на свободу слова у мирний час.
Крім того, Чафі вказував на те, що, хоча заборона пропагувати насильницьке повалення уряду США була направлена проти радикалів, її також можна використати і проти консерваторів. Він також звертав увагу на те, що ця заборона може бути використана, щоб запроторити до в'язниці людей, які зовсім не схожі на революціонерів. Чафі зазначає, що ідея силового повалення уряду часто зустрічається у дискусіях про громадські справи.

## Судові процеси

### Процес міннеаполіських троцькістів 1941р.
27 червня 1941 року Федеральне бюро розслідувань здійснило обшук у офісах Соціалістичної робітничої партії США у Міннеаполісі та Сент-Полі. Крім того, відбулись обшуки в офісах міннеаполіського філіалу Міжнародного братства водіїв вантажівок, деякі члени якого також були членами Соціалістичної робітничої партії США. Міністерство юстиції США висунуло обвинувачення проти профспілкового лідера Вінсента Данна та двадцяти восьми його колег на підставі Закону Сміта. Під час обшуків ФБР знайшло зброю, але, як пише Семюел Волкер, вона була більше пов'язана з жорстокими трудовими війнами в Міннеаполісі, ніж з будь-якою змовою з метою повалення уряду. Данн і його група були дисидентською фракцією в міннеаполіському філіалі Міжнародного братства водіїв вантажівок, а також членами троцькістської Соціалістичної робітничої партії. Ден Тобін, президент Міжнародного братства водіїв вантажівок і член Національного комітету Демократичної партії США, хотів позбутися цієї неприємної для нього групи. Він попередив Білий дім, що «підривні, комуністичні, соціалістичні та радикальні» елементи в його профспілці планують страйки, які перешкодять оборонному виробництву.
Конгрес промислових профспілок та Соціалістична робітнича партія стверджували, що обшуки були атакою на робітничий рух. Генерального прокурора США Френсіса Бідла також звинувачували у тому, що він втрутився у внутрішній профспілковий спір, займаючи одну із сторін. Бідл, своєю чергою, стверджував, що справа не мала нічого спільного із профспілковим спором. Він наполягав на тому, що кримінальне переслідування було «порушено згідно з кримінальним кодексом США проти осіб, які брали участь у злочинній підбурювальній діяльності». Всередині Міністерства юстиції США також існувала опозиція переслідуванню членів Соціалістичної робітничої партії: у доповідній записці Бідлу Едвард Ф. Прічард, спеціальний помічник Генерального прокурора, рішуче протестував проти запланованого висунення обвинувачень проти членів Соціалістичної робітничої партії, стверджуючи, що вони являють собою «явний відхід від тієї відрази до придушення непопулярних політичних поглядів, якої завжди тримались прихильники конституційних свобод».
В обвинувальних актах проти членів Соціалістичної робітничої партії говорилось, зокрема, що члени обвинувачувались у порушенні Закону Сміта, а саме у «навмисному наданні порад про непідпорядкування в збройних силах і поширення літератури з тією самою метою», а також у свідомій та навмисній пропаганді, свідомому та навмисному підбуренні, свідомих та навмисних порадах, свідомому та навмисному навчанню про обов'язок, необхідність, бажаність і доречність насильного повалення та знищення уряду США. Крім того, їх обвинувачували у друці, публікації, виданні, написанні та поширенні відповідної літератури, організації груп та товариств для навчання поваленню уряду, а також у членстві таких груп та товариств.
Суд над обвинуваченими членами Соціалістичної робітничої партії США проходив з 27 жовтня до 29 листопада 1941 року. За результатами судового розгляду було засуджено 18 осіб, 12 з яких — до 6-ти місячного позбавлення волі, а 6 — до річного позбавлення волі. Їх засудження підтвердив Апеляційний суд Восьмого округу, а Верховний суд США тричі відмовився втрутитись у справу. Засуджені вимагали від судів визнати Закон Сміта неконституційним як за формальними ознаками, так і в застосуванні.

### «Великий судовий розгляд заколоту» 1944р.
У липні 1942 року Генеральний прокурор США Френсіс Бідл під тиском президента США Франкліна Рузвельта схвалив висунення обвинувачення у змові з метою порушення як Закону про шпигунство, так і Закону Сміта проти тридцяти діячів правого руху, серед яких були антикомуністична та антивоєнна активістка Елізабет Діллінг, Вільям Дадлі Пеллі, та економіст та пропагандист фашизму Лоуренс Денніс. Процес над цими діячами називали «Великим судовим розглядом заколоту» (англ. the Great Sedition Trial). Справа уряду США проти цих діячів була слабкою: у прокуратури не було жодних доказів фактичної змови між обвинуваченими, а також доказів прямих зв'язків з урядом Німеччини.
Як пише Джефрі Стоун, більшість підсудних у цьому процесі не мали нічого спільного, крім спільної ненависті до євреїв, комунізму та Франкліна Рузвельта та загальної віри в принципи фашизму. Джефрі Стоун зазначає, що, незважаючи на те, що ці обвинувачені були запеклими антикомуністами, антисемітами, про-німецьки налаштованими, а також захоплювались німецьким фюрером Адольфом Гітлером, навіть юристи в Міністерстві юстиції США були стурбовані тим, як політика та громадський тиск призвели до цієї раптової кількості обвинувачень. Вчений-правознавець та викладач Гарвардської школи права Зекарія Чафі засудив обвинувачення як «необґрунтоване»; правозахисник та один із засновників Американської спілки захисту громадянських свобод Роджер Болдвін назвав обвинувачення «жахливим», а сенатор Роберт Тафт «розкритикував [це як] „полювання на відьом“, що нагадує Першу світову війну».
Процес широко висвітлювався в національній пресі, зокрема, у газетах Washington Post, New York Times і журналом Life. Стоун пише, що для уряду процес перетворився на юридичний і суспільний кошмар. Підсудні були «впертими та непокірними», вони «стогнали, ричали, голосно сміялися, вигукували та галасували», носили хелловінські маски, а також «істерично волали, що все це була єврейсько-комуністична змова з метою обмеження їхньої свободи слова», а їхні адвокати висунули всі можливі заперечення проти кожного доказу. Стоун зазначає, що процес швидко перетворився на цирк, який загрожував тривати нескінченно. Незважаючи на те, що газети Washington Post спочатку вимагала обвинувачення, вже в середині судового процесу в редакторській колонці газети заявлялось, що ця справа «буде чорною плямою на тлі американського правосуддя на довгі роки» і закликала уряд «покінчити з цим жалюгідним видовищем». Судовий процес завершився у зв'язку із раптовою смертю судді Едварда К. Ейчара та оголошенням неправильного судового розгляду. Справа затягнулась до грудня 1946 року, коли уряд нарешті відмовився від обвинувачень — через чотири місяці після закінчення війни та через чотири з половиною роки після арешту підсудних.
Дейл Гербек пише, що після цього процесу застосування Закону Сміта стало непопулярним. Це сталось на фоні зближення США та Радянського Союзу, які стали союзниками у Другій світовій війні. Гербек зазначає, що на цьому фоні уряд США був готовий набагато терпиміше ставитись до комунізму у США. Після суду над троцькістами, а також «Великого судового розгляду заколоту» під час Другої світової війни, а також протягом кількох років після неї, Закон Сміта не застосовувався. Лише після війни, коли цей альянс США та СРСР розпався, уряд США відродив Закон Сміта.

### Процеси над членами Комуністичної партії США

#### Справа «Денніс проти США» (1951р.)
20 липня 1948 року уряд США висунув обвинувачення дванадцятьом членам Центрального комітету Комуністичної партії США у порушенні Закону Сміта, а саме у навмисній і свідомій змові (1) з метою організації Комуністичної партії США, як товариства, групи та зібрання осіб, які навчають і виступають за насильницьке повалення та знищення уряду США, а також (2) свідомому та навмисному пропагуванні та навчанні обов'язку та необхідності насильницького повалення та знищення уряду США. Був заарештований Юджин Денніс, Генеральний секретар Центрального комітету партії, а також 11 інших лідерів партії.
Судовий розгляд розпочався 17 січня 1949 року і перетворився на бурний процес, що тривав дев'ять місяців, із протистояннями, які, як пише Семюел Волкер, відвернули увагу від питань Першої поправки до Конституції США. Комуністична партія США організувала шумні пікети біля будівлі суду, яка була оточена чотирма сотнями поліцейських. Адвокати підсудних застосовували войовничу тактику, оскаржуючи багато пунктів обвинувачення, а також дії суду. Суддя Гарольд Медіна відхиляв майже усі заперечення. Президент США Гаррі Трумен називав підсудних «зрадниками».
У своїх обвинуваченнях уряд США значною мірою покладався на марксистську літературу, а не на дії підсудних. Прокурори не назвали жодних конкретних актів шпигунства чи державної зради, а суть справи зводилась до ідей та асоціації підсудних. Присяжним знадобилося трохи більше восьми годин, щоб винести вирок, і суддя Гарольд Медіна засудив лідерів Комуністичної партії США до п'яти років ув'язнення та десяти тисяч доларів штрафу.
Суд апеляційної інстанції підтвердив вирок. Суддя апеляційного суду Лернед Генд виходив із того, що Перша поправка до Конституції США не захищає будь-яке вираження думок. Відповідно до Генда, «ніхто не сумнівається в тому, що коли лідер натовпу, який уже дозрів для бунту, дає слово почати, його слова не захищені поправкою». Далі Генд наступним чином сформулював тест для розрізнення висловлювань, захищених та незахищених Першою поправкою: Перша поправка не захищає висловлювання, які становлять «чітку та нагальну небезпеку», а щоб виявити, чи існує така небезпека, потрібно відповісти на питання, чи виправдовує тяжкість «зла», за винятком його неймовірності, таке вторгнення у свободу слова, яке є необхідним для уникнення загрози. Застосувавши цей тест, Генд дійшов висновку, що Комуністична партія США являла собою «чітку та нагальну небезпеку». Він написав: «Американська комуністична партія, керівним духом якої є підсудні, є чітко сформульованою, добре продуманою, широко розповсюдженою організацією, що нараховує тисячі прихильників, жорстко й безжально дисциплінованих, багато з яких пройняті пристрасною утопічною вірою у звільнення людства. Вона має свого засновника, своїх апостолів, свої священні тексти — можливо, навіть своїх мучеників. Вона шукає навернених повсюдно за допомогою розширеної системи шкільної освіти і вимагає від усіх непохитної доктринальної ортодоксальності. Насильницьке захоплення всіх існуючих урядів є одним із пунктів цієї віри, яка відмовляється від можливості досягнення успіху законними засобами».
Верховний суд США погодився розглянути справу. Перед судом постало питання конституційності Закону Сміта. Верховний суд США у рішенні, написаному Головою суду Фредом Вінсоном, постановив, що релевантні положення Закону Сміта не суперечили Конституції США, оскільки вона дає Конгресу повноваження захищати уряд США від збройного повстання. Крім того, суд дійшов висновку, що дії засуджених (змова організувати Комуністичну партію, пропагувати та навчати зміну уряду насильницьким шляхом) становили чітку та нагальну загрозу спроби повалення уряду США насильницьким шляхом. Судді Г'юґо Блек та Вільям Дуґлас не погодились із рішенням більшості та написали відмінні думки.
Г'юґо Блек вказав на те, що підсудних не обвинуватили у спробі насильницького повалення уряду США, або у якихось відкритих діях, спрямованих на повалення уряду США, або у тому, що вони щось говорили чи писали, щоб повалити уряд. Він звернув увагу на те, що обвинувачення полягало в тому, що підсудні погодилися зібратися, обговорити й оприлюднити певні ідеї пізніше: обвинувачення полягає в тому, що вони змовилися з метою організації Комуністичної партії та використання виступів, газет та інших публікацій у майбутньому для навчання та пропаганди насильницького повалення уряду. Блек заявив, що такий підхід, на його думку являв собою жорстку форму попередньої цензури, забороненої Першою поправкою до Конституції США.
На думку Вільяма Дуґласа, рішення більшості фактично означало, що висловлювання прирівнюються до явних дій зрадницького чи підбурювального характеру. Такий підхід, на переконання Дуґласа, означав радикальний розрив з минулим та порушення одного з кардинальних принципів конституційної системи США. Дуґлас підкреслює, що свобода висловлювань обіймає важливе місце в США тому, що вона добре служить суспільству, та, що повна і вільна дискусія справді була першим постулатом віри американців. Він підкреслив, що свобода слова є правилом, а не винятком, і, щоб обмеження свободи слова було конституційним, воно має базуватись на чомусь соліднішому ніж просто страх, ніж завзята опозиція до висловлювання та ніж огидна неприязнь до змісту висловлювання. На підтвердження своєї позиції Дуґлас наводить аргументацію Луї Брендайса в його окремій думці в справі «Вітні проти Каліфорнії»: страх перед шкодою сам по собі не може виправдати придушення свободи слова та зібрань, мають бути обґрунтовані підстави побоюватися того, що свобода слова призведе до серйозного зла, мають бути достатні підстави вважати, що небезпека є неминучою, та мають бути розумні підстави вважати, що зло, якому потрібно запобігти, є серйозним. Дуґлас дійшов висновку, що комуністи не були чіткою та нагальною загрозою. Він вказав на те, що їхній вплив як політичної партії — незначний. Він зазначив: «Комуністи в цій країні ніколи не демонстрували поважних чи серйозних результатів на жодних виборах. Я б сумнівався, що є село, не кажучи вже про місто, округ чи штат, в якому комуністи могли б здобути владу… Комунізм був настільки ретельно викритий у цій країні, що він був понівечений як політична сила. Свобода слова знищила його як ефективну політичну партію.»

#### Наслідки рішення у справі «Денніс проти США»
Після виграшу уряду США у справі «Денніс проти США» Міністерство юстиції США порушило низку кримінальних справ на підставі Закону Сміта. Федеральні прокурори почали негайно збирати матеріали для порушення кримінальних справ проти нижчого ешелону комуністів. Протягом наступних десяти років загалом було порушено 15 кримінальних справ щодо приблизно 121 обвинуваченого на підставі положень про змову, а 8 кримінальних справ проти окремих обвинувачених були порушені відповідно до положення про членство. Судовий розгляд в судах першої інстанції зазвичай тривав від трьох до шести місяців. Засудження були забезпечені в кожній справі, переданій до суду — загалом дев'яносто шість обвинувачених на додаток до одинадцяти підсудних у справі «Денніс проти США».
Схема, якої дотримувались федеральні прокурори, була такою самою, як і у справі «Денніс проти США»: уряд звинувачував певних осіб у тому, що вони були комуністами, стверджуючи, що комунізм був діаметрально протилежним до панівної американської політичної системи, і тому підлягав санкціям згідно з Законом Сміта. Вивчення комуністичної доктрини вважалося достатнім для того, щоб виправдати покарання згідно з Законом Сміта. Тим не менш, коли ці справи були оскаржені, апеляційні суди однозначно підтвердили обвинувальні вироки, а Верховний суд відмовився переглядати справи. Так тривало до 1957 року, коли Верховний суд погодився переглянути низку справ і виніс поворотне рішення у справі «Єйтс проти США».

#### Справа «Єйтс проти США» (1957р.)
Справа «Єйтс проти США» (англ. Yates v. United States) стосувалась 14 підсудних, які були членами Комуністичної партії в Каліфорнії. Підсудних обвинуватили у змові з метою повалення уряду США. На підтримку цих обвинувачень уряд надав докази того, що обвинувачені насправді були членами Комуністичної партії, і що Комуністична партія брала участь у змові з метою повалення уряду США. Як зазначає Дейл Гербек, факти в цій справі за суттю не відрізнялись від фактів у справі «Денніс проти США».
У цій справі Верховний суд США скасував засудження 14 підсудних, і значно звузив тлумачення Закону Сміта. Так, суд зазначив, що підсудні не могли бути засуджені на підставі організації Комуністичної партії США, оскільки партія була організована в 1945 році, а обвинувачення висунуто у 1951 році, на момент висунення обвинувачення вже сплив трирічний строк давності за обвинуваченням в організації групи.
Верховний суд також вказав на різницю між абстрактною дискусією та фактичною підтримкою повстання. Суд дійшов висновку, що Закон Сміта не забороняє абстрактну дискусію повалення уряду. Суддя Джон Гарлан, який написав думку від більшості суду, зазначив, що тлумачачи Закон Сміта, суду непотрібно «припускати, що Конгрес вирішив знехтувати конституційною небезпечною зоною, яка є настільки чітко позначеною, або що він використав слова „пропагувати“ та „навчати“ в їхньому звичайному словниковому значенні, коли вони вже були витлумачені як техніко-юридичні терміни, що несуть у собі особливий і обмежений зміст».
Суддя Г'юґо Блек, як і у справі «Денніс проти США» висловився, що положення, на підставі яких засудили підсудних, обмежували свободу слова, преси та зібрань у порушення Першої поправки до Конституції США. Єдиним суддею, який не погодився із рішенням суду був Том К. Кларк, який вказав на те, що ця справа була подібною до справи «Денніс проти США». Зокрема, суддя Кларк не погодився з тим, що строк обвинувачень в організації групи сплив: «Таке тлумачення зриває мету Конгресу, оскільки Закон був прийнятий у 1940 році, перш за все, щоб приборкати зростаючу силу та активність партії», — написав він.

#### Подальші процеси та зниження застосування Закону Сміта
Подальші судові справи розглядались в рамках стандартів, встановлених у справі «Єйтс проти США». Верховний суд США продовжував наголошувати на необхідності для уряду продемонструвати, що змова «є достатнього розміру та згуртованості, достатньо орієнтованою на дії та інші обставини є такими, що розумно виправдовують побоювання того, що дія відбудеться». У справах «Скейлз проти США» (англ. Scales v. United States) та «Ното проти США» (англ. Noto v. United States) Верховний суд знову наголосив на суворих стандартах доказування, які вимагаються при застосуванні Закону Сміта, так, щоб не порушити Першу поправку до Конституції США. Зокрема, у справі «Скейлз проти США» Верховний суд вказав на те, що уряду потрібно продемонструвати, що навчання силовому поваленню супроводжується вказівками щодо типу незаконного заходу, який має бути здійснений, коли прийде час революції, а також наявною, хоча й законною, поведінкою з конкретною метою втілити в життя пізнішу незаконну діяльність, яка пропагується.
Як зазначає Алек Томсон, хоча Закон Сміта все ще є частиною правового ландшафту США, справи «Скейлз проти США» та «Ното проти США» є останніми значними судовими переслідуваннями, пов’язаними з законом.